# Геката (фильм)
«Геката» (фр. Hécate, maîtresse de la nuit) — швейцарско-французский художественный фильм 1982 года, поставленный режиссёром Даниэлем Шмидом по роману Поля Морана «Геката и её собаки».

## Сюжет
Во французском посольстве в Марокко служит атташе некий Жюльен Рошель (Жиродо). Кругом течёт устроенная и размеренная жизнь, которую скрашивает любовница дипломата Клотильда (Хаттон). Она жена оставившего её на неопределённый срок офицера. Потеряв от любви голову, Жюльен вскоре теряет и работу. И встречает мужа своей возлюбленной в Сибири…

## Актёрский состав
| В ролях          |  | Персонаж              |
| ---------------- |  | --------------------- |
| Бернар Жиродо    |  | Жюльен Рошель         |
| Лорен Хаттон     |  | Клотильда де Ваттвиль |
| Жан Буиз         |  | французский консул    |
| Жан-Пьер Кальфон |  | Массар                |
| Жерар Дезарт     |  | полковник де Ваттвиль |
| Жюльетт Брак     |  | Анри                  |